# Solatorobo: Red the Hunter
Solatorobo: Red the Hunter (ソラトロボ -それからCODAへ-?, Soratorobo -Sore kara Kōda e-) è un videogioco di ruolo sviluppato da CyberConnect2 e pubblicato nel 2010 da Namco Bandai Games per Nintendo DS.

## Trama
La storia segue le avventure di Red Savarin e Chocolat Gelato, due cacciatori appartenenti alla specie dei Caninu, che devono fermare i folli piani di conquista di Baion, padre biologico di Red.

## Personaggi

### Protagonisti
- Red Savarin: protagonista del gioco, è un ibrido umano-Caninu dal pelo arancione e con i capelli castani. Facilmente riconoscibile per una cicatrice sul suo muso, ha un carattere allegro e spensierato ed è in grado di pilotare ogni tipo di robot e di trasformarsi in umano. Creato da Baion tramite la fusione del suo DNA con quello della scienziata Caninu Merveille Millions, è stato il primo successo nel tentativo di creare un esercito di ibridi umano-Caninu per conquistare il mondo ma Red si ribella e scappa. Una volta scoperto il piano di suo padre, deciderà di fermarlo. Dimostra 17 anni ma è probabile che sia molto più antico in quanto suo padre, che ha 3000 anni, afferma che la sua longevità è passata anche ai suoi figli.
- Chocolat Gelato: sorella minore adottiva di Red, è una Caninu rosa. È affezionata a Red e si preoccupa sempre per lui. Ha 13 anni.
- Elh Melizée: una Felineko e miglior amica di Red. Ha più di 300 anni ma ne dimostra 15.
- Merveille Millions: madre di Red e moglie di Baion, è una Caninu rosa con i capelli biondi e gli occhiali. Dolce e introversa, è a conoscenza del piano di Baion ma lo lascia stare perché secondo lei le persone possono esprimere anche opinioni sbagliate.
- Carmine: mentore di Red e Chocolat, è un ibrido umano-Caninu un tempo al servizio di Baion ma si allontanò da lui in quanto non voleva uccidere nessuno e nasconde la sua vera natura indossando una maschera da Caninu. Muore nella battaglia finale ucciso da Baion.

### Antagonisti
- Baion Savarin: uno scienziato umano e antagonista principale del gioco. È inoltre il padre biologico di Red in quanto quest'ultimo ha parte del DNA dello scienziato. Mente brillante ma anche megalomane, il suo scopo è quello di creare un esercito di ibridi umano-Caninu per conquistare il mondo. Ha più di 3000 anni e prima di morire lui e Red si riappacificano.
- Blanck Savarin: fratello di Red, è un ibrido umano-Caninu ma a differenza del fratello ha un aspetto umano. Sadico e violento, verso la fine si ribella a Baion e insieme a Red sarà l'unico ibrido ancora in vita.
- Nero Savarin: sorella di Red e Blanck, è un ibrido umano-Caninu umano. Meno violenta di suo fratello, si schiera subito dalla parte di Red e Chocolat ma viene uccisa da Baion.
- Opéra Kranz: Felineko di colore viola e rivale numero uno di Elh. Inizialmente al servizio del criminale Bruno Dondruma, si scopre essere una spia al soldo di Baion.

Waffle Ryebread, protagonista del precedente Tail Concerto, appare insieme alle 3 sorelle Pris tra i vari abitanti da aiutare durante le missioni secondarie.